# United States of Eurasia
United States of Eurasia is een nummer van de Britse rockband Muse en is afkomstig van hun vijfde studioalbum The Resistance. Het nummer werd op 21 juli 2009 uitgeven als gratis muziekdownload. United States of Eurasia bevat aan het eind een instrumentale solo genaamd Collateral Damage, deze  is gebaseerd op de nocturne in E-flat major Op. 9 No. 2 van Frédéric Chopin.